# Крышанов, Николай Валерьевич
Никола́й Вале́рьевич Крыша́нов (род. 20 сентября 1988, Томск) — российский игрок в пляжный футбол, нападающий; тренер.

## Биография
Начинал играть в футбол вместе с братом Виктором в любительских командах «Динамо-2» Санкт-Петербург (2007—2009), «Кировец» Тихвин (2010) и «Невский фронт» Санкт-Петербург (2011—2012).
Карьеру в пляжном футболе начал в январе 2010 года. Первый клуб — «KEYSTONE». В 2014 году попал в основной состав клуба «Золотой» (Санкт-Петербург). В 2015 стал серебряным призёром Кубка России. В 2016 году стал игроком «Локомотива», завоевал золотые медали чемпионата России. В декабре 2017 году перешёл в московский «Спартак», стал бронзовым призёром чемпионата России 2018.
В сборной России дебютировал 14 сентября 2017 года, сыграл 63 матча и забил 20 мячей.

## Достижения
- Чемпион России по пляжному футболу: 2017, 2020
- Бронзовый призёр чемпионата России по пляжному футболу: 2018, 2022, 2023, 2024
- Обладатель Кубка России: 2024
- Победитель Евролиги: 2017